# Bitwa pod Mantineją (207 p.n.e.)
(Trzecia) bitwa pod Mantineją – bitwa stoczona w roku 207 p.n.e. pomiędzy wojskami Związku Achajskiego  i Sparty w trakcie pierwszej wojny macedońskiej.
Długotrwała rywalizacja pomiędzy Spartą i konsekwentnie wrogim jej Związkiem Achajskim w III wieku p.n.e. naraziła Spartan na konflikt z popierającą Achajów Macedonią. Za przykładem Etolów również Spartanie zawarli wówczas sojusz z antymacedońskim Rzymem w imieniu małoletniego króla Pelopsa (według Liwiusza Dziejów Rzymu XXXIV 32,1) i wtedy działania przeciw Związkowi podjął uznawany za nieformalnego władcę (tyrana)  Machanidas. Przypuszczalnie w 208 p.n.e. odzyskał on Belminatis zagarnięte po klęsce pod Selazją, następnie zdobył Tegeę  i zaatakował Elidę. 
Kiedy w roku 207 p.n.e. podjął nową wyprawę na Argos, przeciwstawiły mu się wojska Związku Achajskiego dowodzone przez Filopojmena. Choć wiadomo, że obie strony korzystały z pomocy najemników, nie jest znana wielkość sił uczestniczących w bitwie, do której doszło pod Mantineją. Z wiadomości przekazanych przez Polibiusza (Dzieje XI 11-18) wiadomo, że starcie zakończyło się miażdżącą klęską armii Machanidasa (który poniósł śmierć z ręki Filopojmena) i że miało zginąć w nim 4 tysiące jego żołnierzy.
Klęska ta, stwarzając wprost zagrożenie dla suwerenności Sparty, w konsekwencji umożliwiła jednak przejęcie władzy kolejnemu tyranowi – Nabisowi, który swymi reformami i surowymi rządami przejściowo ocalił państwo przed ostatecznym rozkładem.